# Clinton Babbitt
Clinton Babbitt (Westmoreland, 16 de noviembre de 1831-Beloit, 11 de marzo de 1907) fue un político estadounidense que se desempeñó como miembro de la Cámara de representante de Estados Unidos por Wisconsin.

## Biografía
Nacido en Westmoreland, Nuevo Hampshire, Babbitt asistió a las escuelas comunes y se graduó de Keene (New Hampshire) Academy. Se mudó a Wisconsin en 1853 y se estableció cerca de Beloit en el condado de Rock. Se dedicó a actividades agrícolas.
Babbitt fue elegido concejal y fue miembro del primer ayuntamiento de Beloit. Fue un candidato demócrata fracasado para las elecciones de 1880 al 47.º Congreso. Fue nombrado director de correos de Beloit por el presidente Cleveland el 2 de agosto de 1886, y sirvió hasta el 17 de agosto de 1889, cuando se nombró un sucesor. Fue nombrado secretario de la sociedad agrícola estatal de Wisconsin en 1885 y sirvió hasta 1899. Babbitt fue elegido demócrata para el 52.º Congreso (4 de marzo de 1891 - 4 de marzo de 1893) y representó al 1.º distrito congresional de Wisconsin. Fue un candidato sin éxito a la reelección en 1892 al 53.er Congreso.
Se retiró de la vida pública y de las actividades comerciales activas y residió en Beloit hasta su fallecimiento el 11 de marzo de 1907. Fue enterrado en el cementerio protestante.